# Quäkerorganisationen
Seit dem 19. Jahrhundert haben sich die Quäker in zahlreiche Flügel aufgespalten, sich wiedervereint, reformiert und noch etliche Organisationen für Teilaufgaben geschaffen. Es bietet sich eine ähnlich verwirrende Vielfalt an Gruppen, Organisationen und Verbänden wie bei den Mennoniten und auch genauso über die ganze Welt verstreut und vernetzt.

## Geschichtlich gewachsene innere Strukturen
Die hier geschilderten Strukturen weichen in einigen Punkten von der Situation in Deutschland ab. Hierauf wird in diesem Artikel aber nicht weiter eingegangen, siehe dazu → Hauptartikel Deutsche Jahresversammlung.

### Geschichtlicher Hintergrund
Das erste Quäkerhauptquartier war Swarthmoor Hall, der Wohnsitz von Margaret Fell. Sie koordinierte von dort die Kommunikation, die Missionsreisen und Hilfsmaßnahmen für verfolgte Quäker. Diese Aufgabe ging an das 1668 gegründete London Yearly Meeting über. Das erste Yearly Meeting (YM) war aber das 1661 gegründete New England YM.

### Grobstruktur

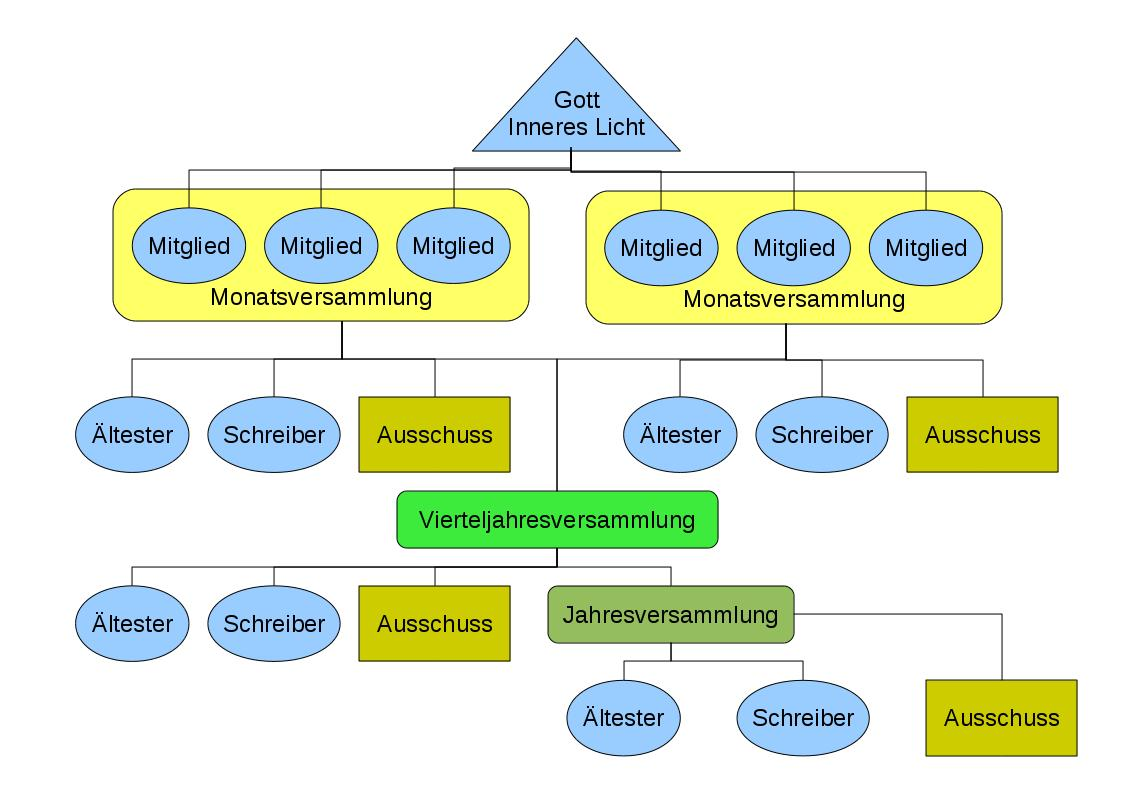
Diagramm zur Gemeindeleitung bei Quäkern

Ein YM (zur Deutsch auch "Jahresversammlung") ist eine Versammlung von Delegierten der Vierteljahresversammlungen (im deutschsprachigen Raum "Bezirksversammlungen"). Die Vierteljahresversammlungen sind wiederum beratende Versammlungen der Monatsversammlungen (MV, engl.: Monthly Meeting). Die MV ist die kleinste organisatorische Einheit im Quäkertum bis heute. In der Regel sind die MV völlig autonom. Es gibt MV, die keinem YM angehören („Independent Meetings“). Als Beispiel sei das Ripley Quaker Meeting genannt, die nicht dem 'Britain Yearly Meeting' angeschlossen sind, obwohl sie in deren Gebiet sind. Die übergeordneten Versammlungen haben in erster Linie beratenden Charakter.

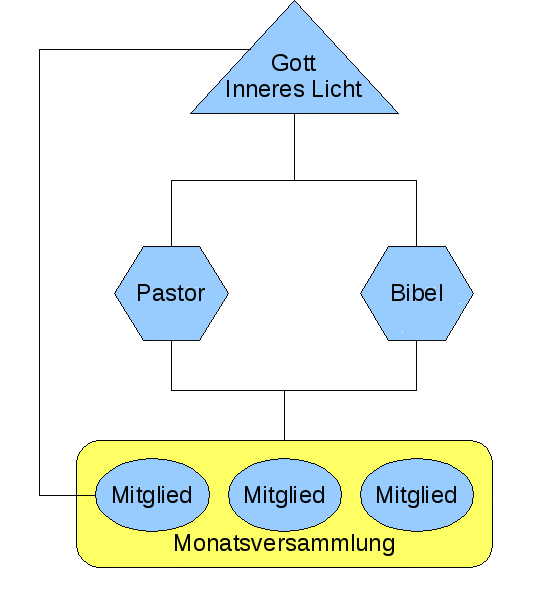
Diagramm zur Gemeindeleitung bei Evangelikalen Quakern

Erklärung zum Diagramm auf der rechten Seite: Im liberalen und im konservativen Zweig des Quakertums ist das Verständnis der Gemeinde so, dass geglaubt wird, dass die Gemeinde unmittelbar von Gott geführt wird, indem sich sein Wille durch das Innere Licht in den Mitgliedern der MV offenbart. Jedes Mitglied, das ein Anliegen verspürt, kann dieses als Antrag in der MV vortragen. Wenn es zu einem Sense of the Meeting kommt, also die MV einhellig der Auffassung ist, den Willen Gottes zu spüren, wird ein Beschluss gefasst. Die MV ernennt für ihre organisatorischen Aufgaben so genannte Schreiber und für die seelsorgerischen Aufgaben Älteste. Für komplexe Aufgaben und Beschlussvorbereitungen werden Ausschüsse von der MV benannt. Mehrere MVs können sich zu Vierteljahresversammlungen zusammenschließen. Diese setzen sich aus Delegierten der MVs und weiteren Gästen zusammen. Die Vierteljahresversammlung ist der MV nicht weisungsberechtigt und hat eher informellen und empfehlenden Charakter. Da auch hier nur einmütig entschieden wird, werden Entscheidungen in der Regel von den MVs mitgetragen. Eine Jahresversammlung steht in einem ähnlichen Verhältnis zu den Vierteljahresversammlungen, wie die Vierteljahresversammlungen zu den MVs. Jeder Versammlung hat jeweils ihre eigenen Ausschüsse, Ältesten und Schreiber (und zum Teil weitere bestellte Dienste).
Erklärung zum Diagramm auf der linken Seite: Beim evangelikalen Flügel gibt es eine Abweichung von dem zuvor geschilderten Prinzip. Hier wird die Führung Gottes auch mittelbar durch Pastoren und die Bibel verstanden. Pastoren gibt es im liberalen und im konservativen Quakertum nicht, die Bibel hat nachrangige Bedeutung. Aber auch im evangelikalen Quakertum ist die unmittelbare Offenbarung Gottes (für den Einzelnen) ein wichtiges Element der Theologie, aber nicht bei der Führung der Gemeinde.

### Ordnung des Zusammenlebens
Was die MVs durch ihre Mitgliedschaft in einem YM vereint, ist die gemeinsame "Ordnung des Zusammenlebens" (Früher auch Zucht der Freunde). Diese "Ordnung des Zusammenlebens" regelt ganz grundsätzliche Gemeindeangelegenheiten. Aufnahme, Heirat, Lebenswandel, Gemeindeentscheidungen usw. Nicht alle YM verwenden dieselbe "Ordnung des Zusammenlebens". Das hängt viel mehr davon ab, zu welchen Zweig sich die jeweilige YM zählt. Das Ohio YM hat etwa eine andere als das London bzw. British YM. Das Ohio YM ist das, was man "Conservative" nennt, und das British YM ist "Liberal". Das German YM (Deutsche Jahresversammlung) hat - um noch mal kurz darauf einzugehen - nicht dieselbe "Ordnung des Zusammenlebens" wie das British YM, obwohl es auch "Liberal" ist, weil die Bedingungen in Deutschland völlig anders (bedeutend geringere Mitgliederzahlen) sind.

### Quäker Glaube und Wirken
(auf Inhalt temporär verzichtet, siehe Diskussionsseite).

### Zusammenschlüsse von Jahresversammlungen (YM)
Die YMs wiederum haben in der Regel Mitgliedschaften in informellen Organisationen. Eine oder auch mehrere, oder auch gar keine. Als Beispiel seien hier das Friends United Meeting (FUM) oder das Friends General Conference (FGC) genannt. Die Zugehörigkeit sagt (in der Regel) etwas über die theologische Ausrichtung eines YM aus. Dazu unten, in der Aufzählung der Einzelorganisationen, mehr.

### Gemeindeleitung
In der Organisationsstruktur der Quäker gibt es statt eines Vorsitzenden lediglich die Funktion eines Schreibers (engl.: clerk). Auf allen Ebenen der Entscheidungsfindung in ihren „Geschäftsversammlungen“ gilt das Konsensprinzip, d. h. alle Entscheidungen, die die Religiöse Gesellschaft der Freunde betreffen, werden allein im Suchen nach (Gottes) Wahrheit in Einmütigkeit gefällt („Sense of the Meeting“). Ein „demokratischer Kompromiss“, der nach dem Mehrheitsprinzip zustande kommen würde, entspräche nicht dem Wahrheitsverständnis der Freunde. Kann kein Konsens erzielt werden, wird die Entscheidung auf einen späteren Zeitpunkt vertagt oder ein Ausschuss gebildet, der sich mit der Frage noch mal intensiver beschäftigt und weiter Lösungsmöglichkeiten erarbeiten soll. Für seelsorgerische Aufgaben fungieren die so genannten "Ältesten". Als Ministry werden die bezeichnet, die predigen. Recorded Minister sind Mitglieder, den ein besonderes Lehramt (im spirituell-geistigen Sinne) bescheinigt wird. Mit Weighty Friend werden Mitglieder bezeichnet, die für andere eine Autorität darstellen und deren Wort deshalb ein gewisses Gewicht hat. Birthright Friend meint Mitglieder, die aufgrund ihrer Geburt in einer Quäker-Familie Mitglieder sind (nicht bei allen Quäkern anerkannt. So auch nicht im German YM). Convinced Friend ist ein Begriff für Mitglieder, die sich zum Quäkertum bekennen, weil sie überzeugt worden sind. Das muss nicht unbedingt mit einer formalen Mitgliedschaft zu einer bestimmten Monatsversammlung einhergehen.

## Überblick und Mitgliederzahlen
Die drei großen weltweiten Dachorganisationen, alle mit Sitz in den USA, sind die Friends General Conference (FGC), das Friends United Meeting (FUM) und die Evangelical Friends International (EFI). Sie vertreten jeweils die ihnen angeschlossenen Andachtsgruppen. Hier ein Überblick über die Verteilung der Mitglieder auf die einzelnen Organisationen und über die Zahl derer, die nicht in einer Dachorganisation sind (Unabhängige).
| Flügel/Organisation      | Mitglieder | Prozent |
| ------------------------ | ---------- | ------- |
| FUM                      | 184.000    | 48 %    |
| EFI                      | 114.000    | 30 %    |
| FGC                      | 34.000     | 8,9 %   |
| Unabhängige Liberale     | 26.000     | 6,8 %   |
| Unabhängige Evangelikale | 22.500     | 5,9 %   |
| Conservative             | 1.600      | 0,4 %   |

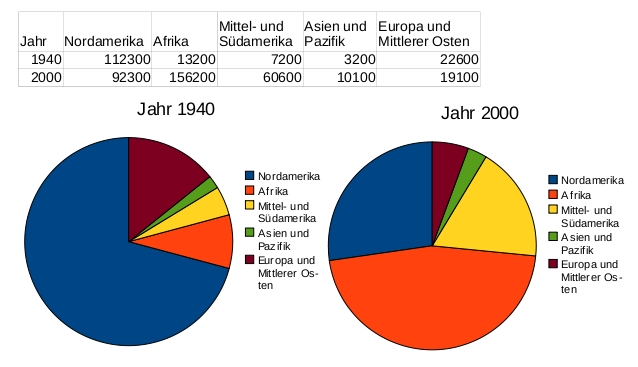
Entwicklung der Mitgliederzahlen weltweit 1940 vs. 2000

Rechts, eine Graphik mit der Entwicklung der Mitgliederzahlen anhand ihrer Länderzugehörigkeit. Die Mitgliederzahlen haben in Afrika und Mittel- und Südamerika die größten Zuwächse. In Europa, im Mittleren Osten und in Nordamerika sind sie rückläufig. Bei den Quäkern in Afrika und Mittel- und Südamerika handelt es sich zumeist um Mitglieder des Evangelical-Flügels. Eine neue Entwicklung ist die des Wachstums evangelikaler Gemeinschaften im baltischen Raum (Ungarn, Rumänien, Kroatien und Serbien). Laut Selbstauskunft gibt es dort 2000 (Stand 2009) Mitglieder, die dem Evangelical-Flügel zuzurechnen sind. Das wären doppelt so viel, wie das restliche europäische Festland (einschließlich Moskau) zusammen an liberalen Quäkern hätte.

## Einzelne Organisationen mit ihren Themen (alphabetisch sortiert)

Das CND Logo, entworfen 1958 von Gerald Holtom. Später wurde es zum universellen Friedenszeichen.

Amnesty International (AI) ging u. a. auf die Initiative von Quäkern zurück. Der Mitbegründer Eric Baker war ein Arbeitsfreund von Peter Benenson, einem Anwalt für Arbeitsrecht mit jüdischen Wurzeln. Gegründet wurde AI 1961 in London, England, war aber - wie die meisten Quäker-Initiativen mit gesamtgesellschaftlichen Zielen - nie eine reine Quäker-Organisation. Baker war auch Mitinitiator von Campaign for Nuclear Disarmament (CND), einer Friedensinitiative. Von dieser Gruppe stammt auch das (neben der Friedenstaube von Pablo Picasso) wohl bekannteste Friedenssymbol. Die Ostermärsche gingen ursprünglich vom CND aus und wurden u. a. von dem Quäker-Ehepaar Tempel nach Deutschland getragen.
Das Free produce movement ging im frühen 19. Jahrhunderts aus dem Umfeld der Quäker hervor. Diese Bewegung rief die Verbraucher dazu auf, auf Sklavenarbeit beruhende Waren zu boykottieren, stattdessen nur in „freier Arbeit“ hergestellte Waren zu kaufen und so zur Abschaffung der Sklaverei beizutragen. Thomas Clarkson und andere hatten dieses Anliegen erstmals 1787 in London bekanntgemacht und dort erfolgreich einen Zucker-Boykott organisiert.

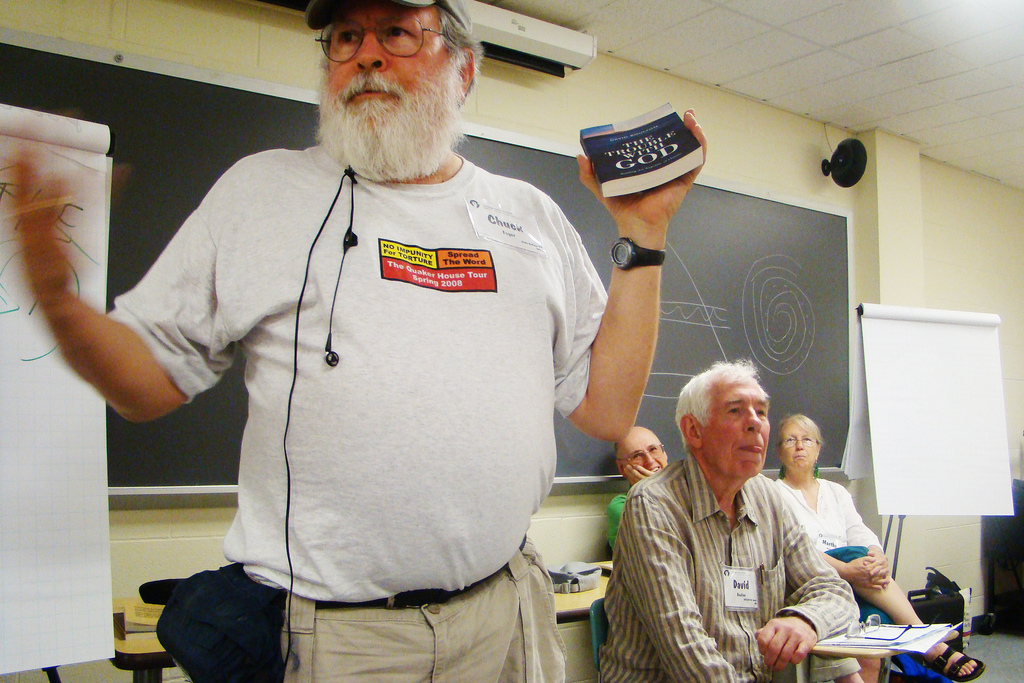
Redner bei der "Theist-Nontheist Conversation Smackdown" 2008 bei der Friends General Conference in Johnstown, PA.

Die Friends General Conference (FGC) vertritt die klassische liberale Theologie der Quäker. Sie wurde 1900 gegründet und hat ihre meisten Mitglieder in den Vereinigten Staaten und Kanada. Die Hauptbüros liegen in Philadelphia, Pennsylvania.
Das Friends United Meeting (FUM), mittlerweile der zahlenmäßig größte Verband, ist weitgehend pastoral und eher konservativ orientiert. Die Zentrale ist in Richmond, Indiana. Darüber hinaus haben sie noch ein Büro in Kisumu, Kenia. Das FUM vereint 26 Jahresversammlungen (Yearly Meetings, YM) unter sich in Nordamerika, Afrika, und der Karibik. Darüber hinaus sind ihr noch weitere Monatsversammlungen (Monthly Meetings, MM) angeschlossen. Entstanden ist die FUM 1965 letztlich aus den Zerwürfnissen um die Richmond Declaration von 1887, als sich fünf der Orthodox Yearly Meetings 1902 abspalteten. 1947 wurde die Association of Evangelical Friends als Dachorganisation gegründet und 1965 die Evangelical Friends Association, die wiederum 1989 zur Gründung der Evangelical Friends International führte. In den 1950ern kam es zu einer Reihe von Wiedervereinigungen. Evangelical Friends International oder Evangelical Friends Church International (EFCI) ist stark biblisch-evangelikal-christozentrisch ausgerichtet ist. Beim FUM ist es homosexuellen Mitgliedern nicht möglich Ämter zu bekleiden, wofür die FUM von anderen Quaker-Verbänden und Jahresversammlungen wiederholt und öffentlich kritisiert wurde.
International bemüht sich das Friends World Committee for Consultation (FWCC) in London um eine Zusammenarbeit aller weltweit bestehenden Jahresversammlungen, Flügel und Strömungen.
Unter den Gründungsmitgliedern von Greenpeace am 14. Oktober 1979 waren auch viele Quäker. Aber auch Greenpeace war nie eine reine Quäkerorganisation.
Das Projekt "Gemeinsam für Afrika" ist kein Quaker-Projekt, wird aber von der Deutschen Jahresversammlung mitgetragen.
Oxfam ist eine seit 1942 tätige unabhängige Hilfs- und Entwicklungsorganisation, die sich weltweit gegen Hunger, Armut und soziale Ungerechtigkeit einsetzt. Oxfam Deutschland wurde 1995 gegründet und ist Mitglied bei Oxfam International. Der Name Oxfam geht auf das „Oxford Committee for Famine Relief“ (Oxforder Komitee zur Linderung von Hungersnot) zurück, das 1942 in Großbritannien von dem anglikanischen Domkapitular Theodore Richard Milford (1896–1987) und der Oxforder Andachtsgruppe (Meeting) der Quäker (mit deren Mitgliedern Edith Pye und Arthur und Margaret Gillett) gegründet wurde. Oxfam ist ebenfalls keine reine Quäkerorganisation.
Das Projekt Alternativen zur Gewalt (PAG) wurde ebenfalls von Quäkern gegründet. Es handelt sich um eine Organisation für Häftlingsbetreuung mit besonderem Fokus auf Gewaltvermeidung. Begonnen hat das Projekt 1975 im New Yorker Justizvollzugssystem. Mittlerweile ist es weltweit aktiv und keine reine Quäkerorganisation mehr.
Die Wurzeln der Organisation Quaker Peace and Social Witness (QPSW) liegen in dem Missionswerk unter dem Namen Friends Foreign Mission Association (1868–1927). Mit einer Neuausrichtung wurde die Organisation mit Council for International Service (1919–1927) zusammengeschlossen zu Friends Service Council (1927–1978). Sie wurde umbenannt in Quaker Peace and Service (1979–2000) und heißt seit 2001 Quaker Peace & Social Witness. Die Organisation versucht international die Friedensarbeit und andere soziale Aufgaben zu koordinieren. Nach wie vor ist das QPSW ein zentrales Komitee des Britain Yearly Meeting.
Das Quaker United Nations Office (QUNO) ist eine Lobbyorganisation der Quäker, die versucht, auf Politiker der Vereinten Nationen Einfluss zu nehmen, um ihre Interessen berücksichtigt zu wissen.
Die Organisation Service Civil International wurde von dem Quäker Pierre Cérésole ins Leben gerufen. Seit 1920 kümmert sich die Organisation um Hilfs- und Friedensdienste. 1987 wurde der Organisation durch die Vereinten Nationen die Auszeichnung Messenger of Peace verliehen.
Das Switzerland Yearly Meeting (SYM) ist die Jahresversammlung der Schweizer Quäker. Gegründet 1947 ist das SYM dem Liberalen Flügel zuzuordnen. In Zürich, Bern, Basel, Lausanne und Genf existieren Quäker-Meetings, die sich in der Regel alle zwei Wochen zur stillen Andacht treffen. Jeweils an Pfingsten treffen sich die Schweizer Quäker in Äschi zur Jahresversammlung, woran regelmäßig zwischen 50 und 100 Personen teilnehmen.
Die Quäker-Hilfe Stiftung (QHS) ist eine 1996 von der Deutschen Jahresversammlung und dem American Friends Service Committee gegründete Stiftung, die sich in erster Linie mit der Einwerbung von Spenden beschäftigt. In jüngster Zeit trat die QHS auch mit öffentlichkeitswirksamen Aktionen wie etwa der Verleihung eines Friedenspreises an den Menschenrechtsverteidiger Peter Steudtner in Erscheinung.

## Mitgliederzahlen im Detail
2005 gab es 367.808 Quäker weltweit. Da YM nicht immer identisch mit einem Land ist (so sind Österreich und Deutschland unter einem YM vereint und die USA haben mehrere YMs) macht es auch keinen Sinn, die Mitgliedszahlen nach Ländern aufzuteilen. Hier eine Tabelle basierend auf Zahlen des Friends World Committee for Consultation (FWCC):
International verteilt sich die Gesamtzahl der Quäker wie folgt (Stand 1994):
Erklärung:
- Affiliated bezieht sich auf FWCC
- YM = Yearly Meeting
- MM = Monthly Meeting
- FUM = Friends United Meeting
- C = Conservative

| Kategorie                  | Versammlung (Org.)                          | Mitglieder                           |
| -------------------------- | ------------------------------------------- | ------------------------------------ |
| Afrika                     |                                             |                                      |
| Affiliated Group           |                                             |                                      |
|                            | Burundi YM                                  | 12.000                               |
|                            | Bware YM                                    | 7215                                 |
|                            | Mittel & Südafrika YM                       | 144                                  |
|                            | Central YM                                  | 10.000                               |
|                            | Chavakali YM                                | 7.294                                |
|                            | Ostafrika YM                                | 6.153                                |
|                            | Ostafrika YM (Nord)                         | 13.000                               |
|                            | Elgon East YM                               | 12.000                               |
|                            | Elgon RSF                                   | 13.000                               |
|                            | Kakamega YM                                 | 7.000                                |
|                            | Lugari YM                                   | 14.300                               |
|                            | Malava YM                                   | 12.000                               |
|                            | Nairobi YM                                  | 7.500                                |
|                            | Ruanda YM                                   | 3.234                                |
|                            | Tansania YM                                 | 3.000                                |
|                            | Tuloi YM                                    | 4.565                                |
|                            | Uganda YM                                   | 3.4500                               |
|                            | Vihiga YM                                   | 14.797                               |
|                            | Vokoli YM                                   | 5.000                                |
|                            | Zusammen Afrika                             | 157.153                              |
| Asien                      |                                             |                                      |
| Affiliated Group           |                                             |                                      |
|                            | Australien YM                               | 949                                  |
|                            | Bhopal YM                                   | 130                                  |
|                            | Bundelkhand YM                              | 287                                  |
|                            | GCFI                                        | 45                                   |
|                            | Hong Kong MM                                | 8                                    |
|                            | Japan YM                                    | 185                                  |
|                            | Mittelindien YM                             | 250                                  |
|                            | Neuseeland YM                               | 600                                  |
|                            | Seoul MM                                    | 12                                   |
|                            | Zusammen Affiliated                         | 2.466                                |
| Unaffiliated Group         |                                             |                                      |
|                            | Kambodscha YM                               | 2.500                                |
|                            | Indonesien YM                               | 3.000                                |
|                            | Nepal YM                                    | 500                                  |
|                            | Philippinen YM                              | 3.000                                |
|                            | Taiwan YM                                   | 3.200                                |
|                            | Zusammen Unaffiliated                       | 12.200                               |
|                            | Zusammen Asia-West-Pazifik                  | 14.666                               |
| Europa und Mittlerer Osten |                                             |                                      |
| Affiliated Group           |                                             |                                      |
|                            | Barcelona MM                                | 8                                    |
|                            | Belgien & Luxemburg MM                      | 42                                   |
|                            | Britain YM                                  | 15.775 (davon ~ 300 deutschsprachig) |
|                            | Brummana MM                                 | ?                                    |
|                            | Budapest Recognized Meeting                 | 5                                    |
|                            | Dänemark YM                                 | 29                                   |
|                            | Finnland YM                                 | 20                                   |
|                            | Frankreich YM                               | 71                                   |
|                            | Deutschland YM (Deutsche Jahresversammlung) | 270                                  |
|                            | Irland YM                                   | 1.591                                |
|                            | Moskau MM                                   | 13                                   |
|                            | Niederlande YM                              | 115                                  |
|                            | Norwegen YM                                 | 151                                  |
|                            | Ramallah YM                                 | ?                                    |
|                            | Schweden YM                                 | 100                                  |
|                            | Schweiz YM                                  | 104                                  |
|                            | Europa & Mittlerer Osten zusammen           | 18.362                               |
| Americas                   |                                             |                                      |
| Affiliated Group           |                                             |                                      |
|                            | Alaska Friends Conference                   | 200                                  |
|                            | Baltimore YM                                | 4.538                                |
|                            | Bogota MM                                   | 20                                   |
|                            | Zentralbolivien YM                          | 1.300                                |
|                            | Bolivia INELA YM                            | 8.000                                |
|                            | Kanada YM                                   | 1.154                                |
|                            | Kuba YM                                     | 373                                  |
|                            | El Salvador YM                              | 600                                  |
|                            | Great Plains YM                             | 715                                  |
|                            | Guatemala Santidad YM                       | 500                                  |
|                            | Honduras YM                                 | 2.000                                |
|                            | Iglesia Evangelica Embajadores              | ?                                    |
|                            | Amigos                                      | 130                                  |
|                            | Illinois YM                                 | 1.100                                |
|                            | Indiana YM                                  | 4.754                                |
|                            | Intermountain YM                            | 1.045                                |
|                            | Iowa YM (C)                                 | 548                                  |
|                            | Iowa YM (FUM)                               | 3.473                                |
|                            | Jamaica YM                                  | 325                                  |
|                            | Lake Erie YM                                | 953                                  |
|                            | Mexico Reunion General YM                   | ?                                    |
|                            | Monteverde MM                               | 72                                   |
|                            | New England YM                              | 4.273                                |
|                            | New York YM                                 | 3.706                                |
|                            | North Carolina YM (C)                       | 400                                  |
|                            | North Carolina YM (FUM)                     | 10.662                               |
|                            | North Pacific YM                            | 877                                  |
|                            | Northern YM                                 | 1.194                                |
|                            | Northwest YM                                | 7.751                                |
|                            | Ohio Valley YM                              | 812                                  |
|                            | Ohio (C) YM                                 | 541                                  |
|                            | Pacific YM                                  | 1.480                                |
|                            | Peru INELA YM                               | 1.200                                |
|                            | Philadelphia YM                             | 12.000                               |
|                            | South Central YM                            | 315                                  |
|                            | Southeastern YM                             | 561                                  |
|                            | Southern Appalachian YM                     | 1.288                                |
|                            | Western Association of Friends              | 530                                  |
|                            | Western YM                                  | 5.304                                |
|                            | Wilmington YM                               | 1.977                                |
|                            | Affiliated zusammen                         | 86.671                               |
| Unaffiliated               |                                             |                                      |
|                            | Alaska YM                                   | 1.000                                |
|                            | Bolivia IEUBA                               | ?                                    |
|                            | Bolivia Santidad YM                         | 22.000                               |
|                            | Cantral YM                                  | 287                                  |
|                            | Evangelical Friends Churches                | 40.000                               |
|                            | IE Nacional de Guatemala                    | 20.000                               |
|                            | Mexico ARIEA                                | 800                                  |
|                            | Piedmont Friends Fellowship                 | ?                                    |
|                            | Rocky Mountain YM                           | 1.170                                |
|                            | Southwest YM                                | 5.632                                |
|                            | Unaffiliated zusammen                       | 90.889                               |
|                            | Americas zusammen                           | 177.560                              |

## Glossar
Für die im Artikel verwendeten Fachbegriffe siehe auch Artikel "Glossar Quäkertum".